# Octaves de la musique
 (juillet 2022).
Si vous disposez d'ouvrages ou d'articles de référence ou si vous connaissez des sites web de qualité traitant du thème abordé ici, merci de compléter l'article en donnant les références utiles à sa vérifiabilité et en les liant à la section « Notes et références ».
Pour les articles homonymes, voir Octave.
Les Octaves de la musique sont un événement annuel qui, depuis 2004, récompense les artistes et les projets musicaux belges dans différentes catégories.
Soutenues par la Fédération Wallonie-Bruxelles (anciennement Communauté française de Belgique) et décernées par des professionnels du secteur musical (journalistes, producteurs, critiques, etc.) qui évaluent les albums, les performances et les projets ayant marqué l'année écoulée, elles sont l'équivalent des Victoires de la musique en France et des Grammy Awards aux États-Unis.
L'un des buts principaux des Octaves est de promouvoir les artistes belges, qu'ils soient francophones, néerlandophones ou issus de la communauté germanophone, en soulignant leur talent et leur contribution à la scène musicale.
Elles visent à célébrer l'ensemble de la chaîne créative et récompensent une variété d'artistes et de projets qui incluent :
- Musiciens et interprètes : les chanteurs, chanteuses et groupes musicaux qui se produisent sur scène ou en studio et qui interprètent des chansons ou des compositions.

- Compositeurs et auteurs : ceux qui composent et écrivent des œuvres musicales, que ce soit pour leur propre projet ou pour d'autres artistes.

- Instrumentistes : les musiciens spécialisés dans un instrument particulier, que ce soit en musique classique, jazz, ou tout autre genre, et qui se distinguent par leur virtuosité et leur maîtrise.

- Producteurs et projets collaboratifs : les prix peuvent également mettre en avant les producteurs ou les projets qui ont apporté une contribution significative à la scène musicale belge, par exemple des collaborations innovantes ou des albums particulièrement bien produits.

Les différentes catégories de prix décernés sont :
- la chanson française
- la pop et le rock
- la musique urbaine
- l'électro
- le hip-hop
- le jazz
- la musique classique
- la musique contemporaine
- les musiques du monde
- l'album de l'année
- l'artiste de l'année
- le spectacle et/ou le concert de l'année

En outre, chaque année, différents prix spėciaux comme des Octaves d'honneur sont décernés à cette occasion pour récompenser une carrière exceptionnelle ou des projets ayant eu un impact significatif. Notamment :
- l'Octave Jeune Public décerné par la Fédération des Jeunesses musicales Wallonie-Bruxelles
- l'Octave PointCulture
- l'Octave du ou de la ministre de la Culture

## Lauréats 2021
| Catégorie/ Prix                             | Groupe                                                   |
| ------------------------------------------- | -------------------------------------------------------- |
| Octave d'honneur                            | Jérôme Lejeune                                           |
| Album de l'année                            | Back to the Roots - NToumos                              |
| Artistes de l'année                         | Lous and the Yakuza                                      |
| Spectacle de l'année                        | Glass Museum                                             |
| Octave PointCulture                         | Elodie Vignon                                            |
| Chanson française                           | Daniel Hélin                                             |
| Pop/Rock                                    | Annabel Lee                                              |
| Musique du monde                            | Ozferty                                                  |
| Musiques électroniques                      | Le Motel                                                 |
| Musiques urbaines                           | Badi & Boddhi Satva                                      |
| Jazz                                        | Toine Thys                                               |
| Musique classique                           | Orchestre Philharmonique Royal de Liège, Adrien La Marca |
| Musique contemporaine                       | Annette Vande Gorne                                      |
| Octave de la Fédération Jeunesses Musicales | Bloutch                                                  |
| Octave de la Ministre de la culture         | Fabian Fiorini                                           |
| Octave Zinneke BX1                          | Okamy                                                    |
| Octave Fun Radio                            | Brieuc                                                   |